# Рагнар Клаван
Ра́ґнар Кла́ван (ест. Ragnar Klavan; нар. 30 жовтня 1985, Вільянді, Естонія) — естонський футболіст, захисник клубу «Пайде», капітан національної збірної Естонії. Шестиразовий володар звання Футболіст року в Естонії.

## Клубна кар'єра
Народився 30 жовтня 1985 року в місті Вільянді. Починав грати на батьківщині, де захищав кольори «Елви», «Тулевика» і столичної «Флори».
Молодий перспективний захисник почав привертати увагу іноземних клубів і влітку 2004 року перебрався до Норвегії, ставши на умовах оренди гравцем «Волеренги», в якій, утім, був гравцем резерву.
Однак ще за рік ним зацікавився нідерландський «Гераклес» і протягом 2005—2008 років естонець захищав кольори цього клубу з Алмело. За ці роки виріс в одного з найнадійніших захисників Ередивізі і в січні 2009 року був орендований одним з лідерів цього турніру алкмарським АЗ. За пів року клуб уклав з ним повноцінний контракт.
Згодом протягом 2012—2016 років виступав у Німеччині, де захищав кольори «Аугсбурга».
У липні 2016 року став гравцем англійського «Ліверпуля», який сплатив за трансфер захисника 5 мільйонів євро, зробивши його найдорожчим в історії естонським футболістом. Розпочав виступи в Прем'єр-лізі Англії 14 серпня 2016 року матчем проти лондонського «Арсеналу», який відіграв повністю (перемога 4:3). Першим забитим м'ячем за «Ліверпуль» відзначився у виїзному матчі 1/16 фіналу Кубка англійської ліги проти «Дербі Каунті». А 1 січня 2018 року увійшов в історію як перший естонець-автор гола в іграх англійської Прем'єр-ліги, забивши вирішальний м'яч у грі проти «Бернлі» (перемога 2:1). Вісім разів виходив на поле в іграх Ліги чемпіонів 2017/18, в якій його команда сягнула фіналу, де, утім, поступилася мадридському «Реалу».
Невдовзі після цієї гри, яку Клаван провів на лаві для запасних, у серпні 2018 року за два мільйони євро перейшов до італійського «Кальярі», з яким уклав дворічний контракт. Згодом термін співпраці подовжувався і за три сезони естонець провів за команду із Сардинії 64 гри в усіх турнірах.
1 липня 2021 року повернувся на батьківщину, ставши гравцем команди «Пайде».

## Виступи за збірні
2002 року дебютував у складі юнацької збірної Естонії (U-18), загалом на юнацькому рівні взяв участь у 2 іграх.
Протягом 2002—2003 років залучався до складу молодіжної збірної Естонії. На молодіжному рівні зіграв у 7 офіційних матчах.
2003 року дебютував в офіційних матчах у складі національної збірної Естонії. З 2012 року отримав капітанську пов'язку у національній команді.

## Президент ФК «Калев»
З січня 2017 року став президентом талліннського футбольного клубу «Калев».
| Дата       | Місто            | Господарі            | Результат          | Гості                | Турнір                               | Голи | Примітки      |
| ---------- | ---------------- | -------------------- | ------------------ | -------------------- | ------------------------------------ | ---- | ------------- |
| 3-7-2003   | Валга            | Литва                | 5 – 1              | Естонія              | товариський матч                     | -    |               |
| 6-9-2003   | Софія (місто)    | Болгарія             | 2 – 0              | Естонія              | Відбір до ЧЄ 2004                    | -    | 78'           |
| 11-10-2003 | Льєж             | Бельгія              | 2 – 0              | Естонія              | Відбір до ЧЄ 2004                    | -    | 64'           |
| 15-11-2003 | Тирана           | Албанія              | 1 – 0              | Естонія              | товариський матч                     | -    | 70'           |
| 19-11-2003 | Будапешт         | Угорщина             | 0 – 1              | Естонія              | товариський матч                     | -    |               |
| 4-12-2003  | Дублін           | Ірландія             | 1 – 1              | Естонія              | товариський матч                     | -    |               |
| 16-2-2004  | Мдіна            | Мальта               | 5 – 2              | Естонія              | товариський матч                     | -    | 60'           |
| 18-2-2004  | Таллінн          | Естонія              | 1 – 0              | Молдова              | товариський матч                     | -    |               |
| 31-3-2004  | Таллінн          | Естонія              | 0 – 1              | Північна Ірландія    | товариський матч                     | -    |               |
| 28-4-2004  | Таллінн          | Естонія              | 1 – 1              | Албанія              | товариський матч                     | -    |               |
| 27-5-2004  | Таллінн          | Естонія              | 0 – 1              | Шотландія            | товариський матч                     | -    |               |
| 30-5-2004  | Таллінн          | Естонія              | 2 – 2              | Данія                | товариський матч                     | -    |               |
| 6-6-2004   | Брно             | Чехія                | 2 – 0              | Естонія              | товариський матч                     | -    | 74'           |
| 11-6-2004  | Таллінн          | Естонія              | 2 – 4              | Північна Македонія   | товариський матч                     | -    |               |
| 4-9-2004   | Таллінн          | Естонія              | 4 – 0              | Люксембург           | Відбір до ЧС 2006                    | -    | 64'           |
| 8-9-2004   | Лейрія           | Португалія           | 4 – 0              | Естонія              | Відбір до ЧС 2006                    | -    | 46'           |
| 17-11-2004 | Краснодар        | Росія                | 4 – 0              | Естонія              | Відбір до ЧС 2006                    | -    | 81'           |
| 9-2-2005   | Маракайбо        | Венесуела            | 3 – 0              | Естонія              | товариський матч                     | -    | 46'           |
| 26-3-2005  | Таллінн          | Естонія              | 1 – 2              | Словаччина           | Відбір до ЧС 2006                    | -    | 79'           |
| 30-3-2005  | Таллінн          | Естонія              | 1 – 1              | Росія                | Відбір до ЧС 2006                    | -    | 67'           |
| 20-4-2005  | Таллінн          | Естонія              | 1 – 2              | Норвегія             | товариський матч                     | -    | 27'           |
| 4-6-2005   | Таллінн          | Естонія              | 2 – 0              | Ліхтенштейн          | Відбір до ЧС 2006                    | -    | 87'           |
| 8-6-2005   | Таллінн          | Естонія              | 0 – 1              | Португалія           | Відбір до ЧС 2006                    | -    | 86'           |
| 17-8-2005  | Таллінн          | Естонія              | 1 – 0              | Боснія і Герцеговина | товариський матч                     | -    |               |
| 12-10-2005 | Люксембург       | Люксембург           | 0 – 2              | Естонія              | Відбір до ЧС 2006                    | -    |               |
| 28-5-2006  | Гамбург          | Туреччина            | 1 – 1              | Естонія              | товариський матч                     | -    |               |
| 31-5-2006  | Таллінн          | Естонія              | 1 – 1              | Нова Зеландія        | товариський матч                     | 1    |               |
| 16-8-2006  | Таллінн          | Естонія              | 0 – 1              | Північна Македонія   | Відбір до ЧЄ 2008                    | -    |               |
| 2-9-2006   | Таллінн          | Естонія              | 0 – 1              | Ізраїль              | Відбір до ЧЄ 2008                    | -    |               |
| 11-10-2006 | Санкт-Петербург  | Росія                | 2 – 0              | Естонія              | Відбір до ЧЄ 2008                    | -    |               |
| 15-11-2006 | Таллінн          | Естонія              | 2 – 1              | Білорусь             | товариський матч                     | -    | 87'           |
| 7-2-2007   | Домжале          | Словенія             | 1 – 0              | Естонія              | товариський матч                     | -    |               |
| 24-3-2007  | Таллінн          | Естонія              | 0 – 2              | Росія                | Відбір до ЧЄ 2008                    | -    |               |
| 28-3-2007  | Єрусалим         | Ізраїль              | 4 – 0              | Естонія              | Відбір до ЧЄ 2008                    | -    |               |
| 2-6-2007   | Таллінн          | Естонія              | 0 – 1              | Хорватія             | Відбір до ЧЄ 2008                    | -    |               |
| 6-6-2007   | Таллінн          | Естонія              | 0 – 3              | Англія               | Відбір до ЧЄ 2008                    | -    |               |
| 22-8-2007  | Таллінн          | Естонія              | 2 – 1              | Андорра              | Відбір до ЧЄ 2008                    | -    | 45+2'         |
| 12-9-2007  | Скоп'є           | Північна Македонія   | 1 – 1              | Естонія              | Відбір до ЧЄ 2008                    | -    |               |
| 13-10-2007 | Лондон           | Англія               | 3 – 0              | Естонія              | Відбір до ЧЄ 2008                    | -    |               |
| 17-10-2007 | Таллінн          | Естонія              | 0 – 1              | Чорногорія           | товариський матч                     | -    |               |
| 17-11-2007 | Андорра-ла-Велья | Андорра              | 0 – 2              | Естонія              | Відбір до ЧЄ 2008                    | -    | 90'           |
| 21-11-2007 | Ташкент          | Узбекистан           | 0 – 0              | Естонія              | товариський матч                     | -    | 66'           |
| 26-3-2008  | Таллінн          | Естонія              | 2 – 0              | Канада               | товариський матч                     | -    | 56'           |
| 27-5-2008  | Таллінн          | Естонія              | 1 – 1              | Грузія               | товариський матч                     | -    |               |
| 30-5-2008  | Рига             | Латвія               | 1 – 0              | Естонія              | товариський матч                     | -    |               |
| 31-5-2008  | Вільнюс          | Литва                | 1 – 0              | Естонія              | товариський матч                     | -    |               |
| 20-8-2008  | Таллінн          | Естонія              | 2 – 1              | Мальта               | товариський матч                     | -    | 68'           |
| 6-9-2008   | Брюссель         | Бельгія              | 3 – 2              | Естонія              | Відбір до ЧС 2010                    | -    |               |
| 10-9-2008  | Зениця           | Боснія і Герцеговина | 7 – 0              | Естонія              | Відбір до ЧС 2010                    | -    | 53'           |
| 11-10-2008 | Таллінн          | Естонія              | 0 – 3              | Іспанія              | Відбір до ЧС 2010                    | -    | 75'           |
| 15-10-2008 | Таллінн          | Естонія              | 0 – 0              | Туреччина            | Відбір до ЧС 2010                    | -    |               |
| 18-11-2008 | Таллінн          | Естонія              | 1 – 0              | Молдова              | товариський матч                     | -    |               |
| 11-2-2009  | Аксу             | Казахстан            | 2 – 0              | Естонія              | товариський матч                     | -    |               |
| 28-3-2009  | Єреван           | Вірменія             | 2 – 2              | Естонія              | Відбір до ЧС 2010                    | -    |               |
| 1-4-2009   | Таллінн          | Естонія              | 1 – 0              | Вірменія             | Відбір до ЧС 2010                    | -    |               |
| 6-6-2009   | Таллінн          | Естонія              | 3 – 0              | Екваторіальна Гвінея | товариський матч                     | -    |               |
| 10-6-2009  | Таллінн          | Естонія              | 0 – 0              | Португалія           | товариський матч                     | -    |               |
| 12-8-2009  | Ріо-де-Жанейро   | Бразилія             | 1 – 0              | Естонія              | товариський матч                     | -    |               |
| 5-9-2009   | Стамбул          | Туреччина            | 4 – 2              | Естонія              | Відбір до ЧС 2010                    | -    |               |
| 9-9-2009   | Валенсія         | Іспанія              | 3 – 0              | Естонія              | Відбір до ЧС 2010                    | -    |               |
| 10-10-2009 | Таллінн          | Естонія              | 0 – 2              | Боснія і Герцеговина | Відбір до ЧС 2010                    | -    |               |
| 14-11-2009 | Таллінн          | Естонія              | 0 – 0              | Албанія              | товариський матч                     | -    | 46'           |
| 11-8-2010  | Таллінн          | Естонія              | 2 – 1              | Фарерські острови    | Відбір до ЧЄ 2012                    | -    |               |
| 3-9-2010   | Таллінн          | Естонія              | 1 – 2              | Італія               | Відбір до ЧЄ 2012                    | -    | 85'           |
| 8-10-2010  | Белград          | Сербія               | 1 – 3              | Естонія              | Відбір до ЧЄ 2012                    | -    |               |
| 12-10-2010 | Таллінн          | Естонія              | 0 – 1              | Словенія             | Відбір до ЧЄ 2012                    | -    |               |
| 9-2-2011   | Софія (місто)    | Болгарія             | 2 – 2              | Естонія              | товариський матч                     | -    |               |
| 29-3-2011  | Таллінн          | Естонія              | 1 – 1              | Сербія               | Відбір до ЧЄ 2012                    | -    |               |
| 3-6-2011   | Модена           | Італія               | 3 – 0              | Естонія              | Відбір до ЧЄ 2012                    | -    | 42'           |
| 10-8-2011  | Стамбул          | Туреччина            | 3 – 0              | Естонія              | товариський матч                     | -    |               |
| 2-9-2011   | Таллінн          | Естонія              | 2 – 1              | Словенія             | Відбір до ЧЄ 2012                    | -    |               |
| 6-9-2011   | Таллінн          | Естонія              | 4 – 1              | Північна Ірландія    | Відбір до ЧЄ 2012                    | -    |               |
| 7-10-2011  | Белфаст          | Північна Ірландія    | 1 – 2              | Естонія              | Відбір до ЧЄ 2012                    | -    |               |
| 11-10-2011 | Київ             | Україна              | 2 – 0              | Естонія              | товариський матч                     | -    |               |
| 11-11-2011 | Таллінн          | Естонія              | 0 – 4              | Ірландія             | Відбір до ЧЄ 2012                    | -    |               |
| 15-11-2011 | Дублін           | Ірландія             | 1 – 1              | Естонія              | Відбір до ЧЄ 2012                    | -    |               |
| 29-2-2012  | Лос-Анджелес     | Естонія              | 2 – 0              | Сальвадор            | товариський матч                     | 1    | кап.          |
| 25-5-2012  | Рієка            | Хорватія             | 3 – 1              | Естонія              | товариський матч                     | -    | кап.          |
| 28-5-2012  | Куфштайн         | Україна              | 4 – 0              | Естонія              | товариський матч                     | -    | кап.          |
| 1-6-2012   | Тарту            | Естонія              | 1 – 2              | Фінляндія            | товариський матч                     | -    | кап.          |
| 5-6-2012   | Сен-Дені         | Франція              | 4 – 0              | Естонія              | товариський матч                     | -    | кап.          |
| 7-9-2012   | Таллінн          | Естонія              | 0 – 2              | Румунія              | Відбір до ЧС 2014                    | -    | кап.          |
| 11-9-2012  | Анкара           | Туреччина            | 3 – 0              | Естонія              | Відбір до ЧС 2014                    | -    | кап.          |
| 16-10-2012 | Андорра-ла-Велья | Андорра              | 0 – 1              | Естонія              | Відбір до ЧС 2014                    | -    | кап.          |
| 6-2-2013   | Глазго           | Шотландія            | 1 – 0              | Естонія              | товариський матч                     | -    | кап.          |
| 22-3-2013  | Амстердам        | Нідерланди           | 3 – 0              | Естонія              | Відбір до ЧС 2014                    | -    | кап.          |
| 14-8-2013  | Таллінн          | Естонія              | 1 – 1              | Латвія               | товариський матч                     | -    | кап.          |
| 6-9-2013   | Таллінн          | Естонія              | 2 – 2              | Нідерланди           | Відбір до ЧС 2014                    | -    | кап.          |
| 10-9-2013  | Будапешт         | Угорщина             | 5 – 1              | Естонія              | Відбір до ЧС 2014                    | -    | кап.          |
| 11-10-2013 | Таллінн          | Естонія              | 0 – 2              | Туреччина            | Відбір до ЧС 2014                    | -    | кап.          |
| 15-10-2013 | Бухарест         | Румунія              | 2 – 0              | Естонія              | Відбір до ЧС 2014                    | -    | кап. 70'      |
| 5-3-2014   | Гібралтар        | Гібралтар            | 0 – 2              | Естонія              | товариський матч                     | -    | кап.          |
| 26-5-2014  | Таллінн          | Естонія              | 1 – 1              | Гібралтар            | товариський матч                     | 1    | кап.          |
| 29-5-2014  | Рига             | Латвія               | 0 – 0 (4 - 2 п.п.) | Естонія              | товариський матч                     | -    | кап.          |
| 4-6-2014   | Гавана           | Ісландія             | 1 – 0              | Естонія              | товариський матч                     | -    | кап. 61'      |
| 7-6-2014   | Таллінн          | Естонія              | 2 – 1              | Таджикистан          | товариський матч                     | -    | кап. 46'      |
| 4-9-2014   | Стокгольм        | Швеція               | 2 – 0              | Естонія              | товариський матч                     | -    | кап. 80'      |
| 8-9-2014   | Таллінн          | Естонія              | 1 – 0              | Словенія             | Відбір до ЧЄ 2016                    | -    | кап.          |
| 9-10-2014  | Вільнюс          | Литва                | 1 – 0              | Естонія              | Відбір до ЧЄ 2016                    | -    | кап.          |
| 12-10-2014 | Манчестер        | Англія               | 1 – 0              | Естонія              | Відбір до ЧЄ 2016                    | -    | кап. 29', 48' |
| 27-3-2015  | Женева           | Швейцарія            | 3 – 0              | Естонія              | Відбір до ЧЄ 2016                    | -    | кап.          |
| 31-3-2015  | Таллінн          | Естонія              | 1 – 1              | Ісландія             | товариський матч                     | -    | кап.          |
| 8-6-2015   | Турку            | Фінляндія            | 0 – 2              | Естонія              | товариський матч                     | -    | кап.          |
| 14-6-2015  | Таллінн          | Естонія              | 2 – 0              | Сан-Марино           | Відбір до ЧЄ 2016                    | -    | кап.          |
| 5-9-2015   | Таллінн          | Естонія              | 1 – 0              | Литва                | Відбір до ЧЄ 2016                    | -    | кап.          |
| 8-9-2015   | Марибор          | Словенія             | 1 – 0              | Естонія              | Відбір до ЧЄ 2016                    | -    | кап.          |
| 9-10-2015  | Лондон           | Англія               | 2 – 0              | Естонія              | Відбір до ЧЄ 2016                    | -    | кап.          |
| 12-10-2015 | Таллінн          | Естонія              | 0 – 1              | Швейцарія            | Відбір до ЧЄ 2016                    | -    | кап.          |
| 11-11-2015 | Таллінн          | Естонія              | 3 – 0              | Грузія               | товариський матч                     | -    | кап.          |
| 24-3-2016  | Таллінн          | Естонія              | 0 – 0              | Норвегія             | товариський матч                     | -    | кап. 86'      |
| 29-5-2016  | Клайпеда         | Литва                | 2 – 0              | Естонія              | товариський матч                     | -    | кап.          |
| 4-6-2016   | Таллінн          | Естонія              | 0 – 0              | Латвія               | товариський матч                     | -    | кап.          |
| 8-6-2016   | Лісабон          | Португалія           | 7 – 0              | Естонія              | товариський матч                     | -    | кап.          |
| 6-9-2016   | Зениця           | Боснія і Герцеговина | 5 – 0              | Естонія              | Відбір до ЧС 2018                    | -    | кап. 23'      |
| 7-10-2016  | Таллінн          | Естонія              | 4 – 0              | Гібралтар            | Відбір до ЧС 2018                    | -    | кап.          |
| 10-10-2016 | Таллінн          | Естонія              | 0 – 2              | Греція               | Відбір до ЧС 2018                    | -    | кап.          |
| 13-11-2016 | Брюссель         | Бельгія              | 8 – 1              | Естонія              | Відбір до ЧС 2018                    | -    | кап.          |
| 25-3-2017  | Нікосія          | Кіпр                 | 0 – 3              | Естонія              | Відбір до ЧС 2018                    | -    | кап.          |
| 28-3-2017  | Таллінн          | Естонія              | 3 – 0              | Хорватія             | товариський матч                     | -    | кап.          |
| 9-6-2017   | Таллінн          | Естонія              | 0 – 2              | Бельгія              | Відбір до ЧС 2018                    | -    | кап.          |
| 31-8-2017  | Пірей            | Греція               | 0 – 0              | Естонія              | Відбір до ЧС 2018                    | -    | кап. 68'      |
| 7-10-2017  | Фару             | Гібралтар            | 0 – 6              | Естонія              | Відбір до ЧС 2018                    | -    | кап.          |
| 10-10-2017 | Таллінн          | Естонія              | 1 – 2              | Боснія і Герцеговина | Відбір до ЧС 2018                    | -    | кап. 17'      |
| 24-3-2018  | Єреван           | Вірменія             | 0 – 0              | Естонія              | товариський матч                     | -    | кап.          |
| 27-3-2018  | Тбілісі          | Грузія               | 2 – 0              | Естонія              | товариський матч                     | -    | кап.          |
| 11-9-2018  | Гельсінкі        | Фінляндія            | 1 – 0              | Естонія              | Ліга націй УЄФА 2018-2019 - 1-й етап | -    | кап.          |
| 6-9-2019   | Таллінн          | Естонія              | 1 – 2              | Білорусь             | Відбір до ЧЄ 2020                    | -    | кап.          |
| 9-9-2019   | Таллінн          | Естонія              | 0 – 4              | Нідерланди           | Відбір до ЧЄ 2020                    | -    | кап.          |
| Усього     |                  | Матчів (5 місце)     | 127                |                      | Голів                                | 3    |               |

## Титули і досягнення

### Командні
- Чемпіон Норвегії (1):

«Волеренга»: 2005
- Чемпіон Нідерландів (1):

АЗ: 2008-09
- Володар Суперкубка Нідерландів (1):

АЗ: 2009
- Володар Кубка Естонії (1):

Пайде: 2021-22

### Особисті
- Футболіст року в Естонії (6): 2012, 2014, 2015, 2016, 2017, 2018